# Pierre et Gilles
Pierre et Gilles è la firma collettiva usata dalla coppia di artisti francesi formata dal fotografo Pierre Commoy (La Roche-sur-Yon, 1950) e 
dal pittore Gilles Blanchard (Le Havre, 1953) è un pittore francese.

## Biografia
Dopo che Gilles completò i suoi studi artistici a Le Havre, i due si trasferirono a Parigi nello stesso anno, il 1973. Pierre lavorò per qualche giornale, ma fu solo dal 1976, anno del loro incontro, che cominciarono una vita comune.
Sono famosi per le loro fotografie ritoccate con la pittura, che realizzano assieme fin dal loro incontro. Queste opere affrontano i temi della cultura pop, gay (compresa la pornografia) e temi religiosi (con una rappresentazione di San Sebastiano), e fanno l'uso deliberato e cosciente del kitsch che è tipico dell'estetica camp.

Pierre e Gilles definiscono così la loro ricerca artistica:
Pierre e Gilles hanno fotografato: Amanda Lear, Marc Almond, Lio, Cheb Khaled, Catherine Deneuve, Serge Gainsbourg, Étienne Daho, Jean-Paul Gaultier, Nina Hagen, Madonna, Salim Kéchiouche, Jérémie Renier, Amélie Nothomb.
Nel 1997 è stato girato il documentario - Pierre and Gilles, Love Stories di Mike Aho.

## Opere

### Serie
- Grimaces (Smorfie), 1977.
- Palace, manifesti e cartoline d'invito, 1978.
- Adam et Ève (Adamo ed Eva), 1982.
- Les Enfants des voyages (I bambini dei viaggi), 1982.
- Garçons de Paris (Ragazzi di Parigi), 1983.
- Paradis (Paradiso), 1983.
- Naufragés (Naufraghi), 1986.
- Pleureuses (Le addolorate), 1986.
- Au bord du Mékong (Sulla riva del Mekong), 1994.
- Boxeurs thaï (Boxeurs tailandesi), 1994.
- Jolis Voyoux (Bei teppisti), 1995.
- Plaisirs de la forêt (I piaceri della foresta), 1995.

### Esposizioni
Lista delle mostre principali:
- Paradis e Garçons de Paris, galleria Texbraun, Parigi, 1983.
- Naufragés e Pleureuses, galleria Samia Saouma, Parigi, 1986.
- Première rétrospective, Maison européenne de la photographie, Parigi, 1996.
- Douce Violence, galleria Jérôme de Noirmont, Parigi, 2000.
- Arrache mon cœur, galleria Jérôme de Noirmont, Parigi, 2001.
- Beautiful Dragon, retrospettiva sul tema dell'Asia, Museo d'arte di Seul, 2004.
- Le Grand Amour, galleria Jérôme de Noirmont, Parigi, 2004.
- Rétrospective, inaugurazione del Museo d'arte contemporanea di Shanghai, 2005.

### A stampa
- Album, éd. galerie Jérôme de Noirmont, 2004, ISBN 2912303133.
- Sailors & Sea, Taschen, 2005, ISBN 3822838594.